# Nippon Ichi Software
Nippon Ichi Software, Inc. (jap. 日本一ソフトウェア Nippon Ichi Sofutowea) - japoński producent i wydawca gier komputerowych. Firma odpowiedzialna za wydanie takich tytułów jak Disgaea: Hour of Darkness, Phantom Brave, La Pucelle: Tactics i Rhapsody: A Musical Adventure. Nippon ichi oznacza dosłownie „numer jeden w Japonii”.

## Wykaz gier
- 2000:
Rhapsody: A Musical Adventure
- 2002:
Jigsaw Madness
- 2003:
Disgaea: Hour of Darkness
- 2004:
La Pucelle: Tactics
Phantom Brave
- 2005:
Atelier Iris: Eternal Mana
Makai Kingdom: Chronicles of the Sacred Tome
- 2006:
Generation of Chaos
Atelier Iris 2: The Azoth of Destiny
Blade Dancer: Lineage of Light
Disgaea 2: Cursed Memories
Spectral Souls
- 2007:
Blade Dancer: Lineage of Light
Atelier Iris 3: Grand Phantasm
Generation of Chaos
GrimGrimoire
Ar tonelico: Melody of Elemia
Aedis Eclipse: Generation of Chaos
Dragoneer's Aria
Soul Nomad and the World Eaters
Disgaea: Afternoon of Darkness
- 2008:
Soul Nomad and the World Eaters
Mana Khemia: Alchemists of Al-Revis
Disgaea 3: Absence of Justice
Rhapsody: A Musical Adventure
Disgaea DS
- 2009:
Ar tonelico II: Melody of Metafalica
Last Rebellion
Prinny: Can I Really Be the Hero?
Mana Khemia: Student Alliance
Puchi Puchi Virus
Cross Edge
Holy Invasion Of Privacy, Badman! What Did I Do To Deserve This?
Phantom Brave: We Meet Again
- 2010:
Sakura Wars: So Long, My Love